# A Fővárosi Nagycirkusz 2012-es évadja
Ez a szócikk a Fővárosi Nagycirkuszhoz kapcsolódó fejezet.
A Fővárosi Nagycirkusz 2012-es évadja 2012. január 21-én kezdődött és 2012. december 31-én ért véget. Rekordmennyiségű, összesen 3 cirkuszi műsort és 2 cirkuszfesztivált mutattak be.

## Az évad bemutatói
| Az előadás címe                          | Szezon      | Premier előadás      | Utolsó előadás      | Megjegyzés                                                  |
| ---------------------------------------- | ----------- | -------------------- | ------------------- | ----------------------------------------------------------- |
| Magyar Cirkuszfesztivál                  | fesztivál   | 2012. január 21–22.  | 2012. január 28–29. | Magyar artistaművészek fesztiválja                          |
| 9. Budapesti Nemzetközi Cirkuszfesztivál | fesztivál   | 2012. február 2.     | 2012. február 6.    | A Budapesti Nemzetközi Cirkuszfesztivál kilencedik versenye |
| Fesztivál Plusssz                        | tél         | 2012. február 11.    | 2012. március 11.   | A 9. fesztivál válogatásműsora                              |
| Cirkusz a javából!                       | tavasz–nyár | 2012. április 4.     | 2012. augusztus 26. | —                                                           |
| Cirkuszi kavalkád                        | ősz         | 2012. szeptember 22. | 2012. december 31.  | —                                                           |

## Magyar Cirkuszfesztivál
A 9. Budapesti Nemzetközi Cirkuszfesztivál szervezői új hagyományt indítottak el. A kétévente megrendezett nemzetközi fesztivál előtt 2012-ben bemutatkozhattak a legszínvonalasabb hazai produkciók is. 2012. január 21-én és 22-én valamint január 28-án és 29-én az Artistaképző legjobbjait, volt növendékeket és határon túli cirkuszművészeket láthatott a közönség a Magyar Cirkuszfesztiválon.

### Műsorrrend
| 1. rész Bernáth Imre / "animáció" bohózat Baross Imre Artista Iskola / nyitókép Parádé Szulita és Dennis / levegő kötél Almost Trio / humoros zsonglőrök Renató / rhönrád Bernáth Imre / "film" bohózat Duo Kiss / lábzsonglőr-ikária Demjén Natália / légtornász Duo La Vision / erőemelő szobor | 2. rész Clair de Lune / 4-es trapéz Trió Sárközi / zsonglőrök Duo Steel / férfi erőemelő Black Roses / quartett egykerekűn Bernáth Imre / "pandúr" bohózat Jecsmen Oksana / levegő karika Veres Henrik / tempó zsonglőr Murai Sisters / női erőemelő Rolling Wheels / rhönrád Finálé |

## 9. Budapesti Nemzetközi Cirkuszfesztivál
A 9. Budapesti Nemzetközi Cirkuszfesztivál 2012. február 2. és február 6. között került megrendezésre. 
17 ország 50 artistája érkezett Budapestre, a Fővárosi Nagycirkuszba. A másfél évtizedes hagyománynak megfelelően, a művészek ezúttal is „A” és „B” műsorban, három-három előadásban léptek a közönség és a zsűri elé. Az eseménysort a zárónapi gálaelőadások zárták.
A fesztivál fődíját a kanadai Chilly & Fly és az orosz Rokashkov's csoport nyerte el.

## Fesztivál Plusssz
A 9. Budapesti Nemzetközi Cirkuszfesztivált hagyományosan a Fesztivál Plussz című műsor követte a Fővárosi Nagycirkuszban. A Fesztivál Plussz nemzetközi műsorral örvendeztettette meg azokat, akik lemaradtak a Nemzetközi Cirkuszfesztiválról.
A fellépők többsége az „A” Műsorban versenyzett. Kivétel közülük az orosz lábzsonglőr, Timur Kaibjanov és magyar villámgyors átöltöző-páros Sebastian és Krisztina. A humoról az olasz Sterza Family zenebohócai, AJ Silver amerikai cowboy, valamint a német Leonid Beljakov és kutyái gondoskodtak. A szintén német Sorellas duó trapéz számot mutattok be. Díjazott produkciókból sem volt hiány. Fellépett az örmény Elisa Khachatryan, aki a nemzetközi fesztiválon Bronz-díjat nyert, továbbá a fesztivál (egyik) győztese az orosz Rokashkov's csoport. Andrey és Nataly Shirokaloff előadása, nemzetközi versenyen 2 különdíjat kapott, viszont a 4. Moszkvai Cirkuszfesztivál Arany-díját is elnyerte 2009-ben. A régi kastély romjai című produkció egy szerelemi történetét mesélt el, párducokkal és tigrisekkel közreműködve.
A műsor ideje alatt választották ki a Fővárosi Nagycirkusz új konferansziéját, a Viasat 3 Újonc című műsora segítségével. A három jelentkezőnek, élőben kellett megmutatni mit tudnak. A nyertes Tóth Olivér lett. Az ezt követő három előadássorozaton (Cirkusz a javából, Cirkuszi Kavalkád, Magyar cirkuszcsillagok) ő látta el a konferanszié szerepét. A Fesztivál Plussz előadásain Berkes Gabriella volt a műsorközlő.

### Műsorrend
1. rész
1. Leonid Beljakov – humoros kutyaszám (Németország)
2. Sorellas – trapéz duó (Németország)
3. Natalia & Yuriy Volkov – komikus emelőszám (Oroszország)
4. Sebastian & Kristina – transzformáció (Magyarország)
5. Timur Kaibjanov – lábzsonglőr (Oroszország)
6. Sterza Family – zenebohócok (Olaszország)
7. Rokashkov's – nyújtó akrobatika (Oroszország)

2. rész
1. Andrey & Nataly Shirolakoff – tigrisek, párducok (Oroszország)
2. Sterza Family – zenebohócok (Olaszország)
3. AJ Silver – komikus cowboy (Amerikai Egyesült Államok)
4. Leonid Beljakov és Klicsko (Németország)
5. Nathalie Enterline – baton forgató (Amerikai Egyesült Államok)
6. Elisa Khachatryan – magasdrót (Örményország)
7. Finálé

## Cirkusz a javából!

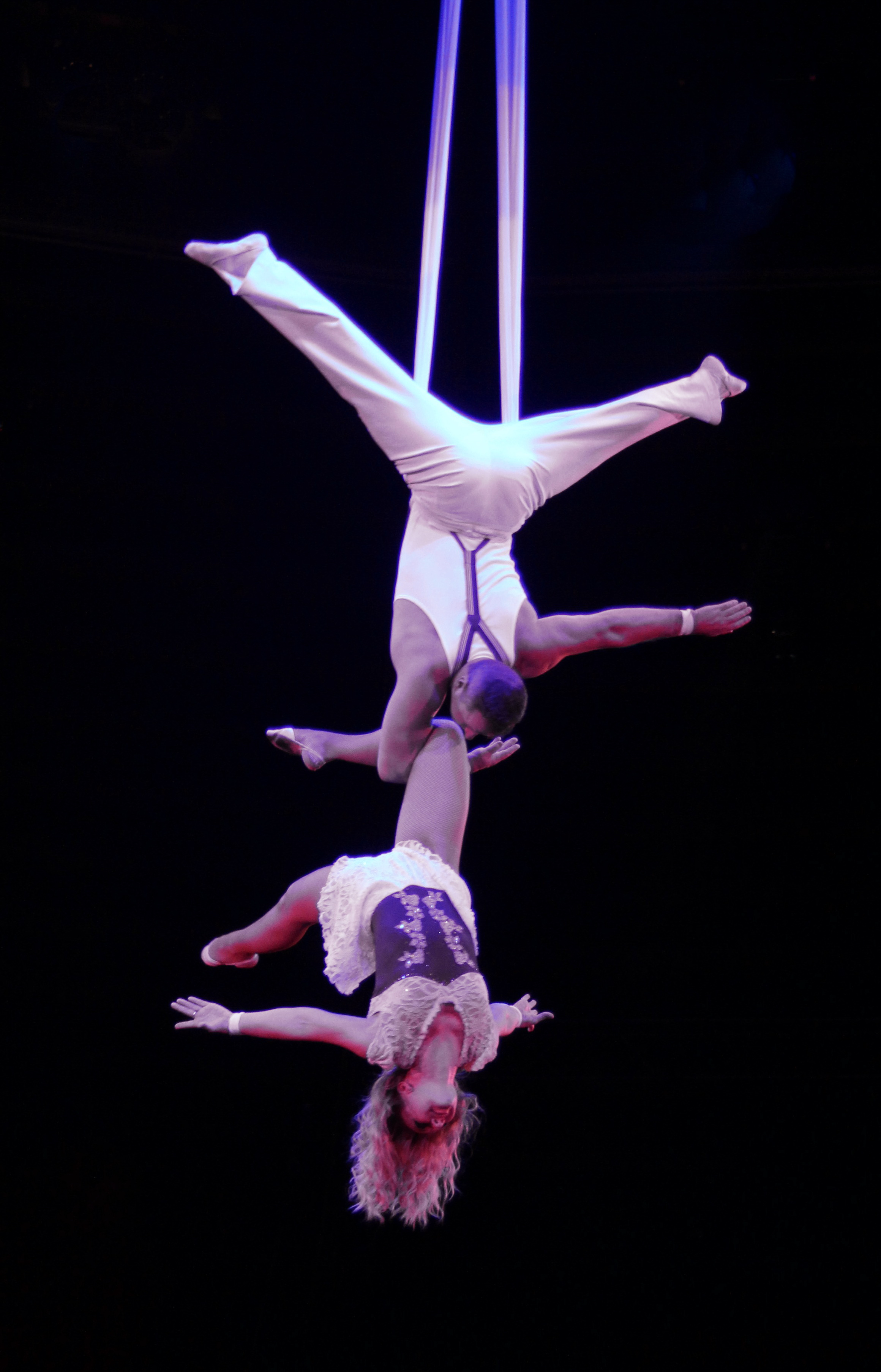
Duo Volkov

A Cirkusz a javából című előadás 2012. augusztus 26-ig volt látható a Fővárosi Nagycirkuszban. Szinte kivétel nélkül külföldi cirkuszművészeket, artistákat láthatott a közönség, akik nemzetközi színtereken is elismerést szereztek. Az egyetlen magyar fellépője a shownak Veres Henrik, zsonglőr volt.

A porondon a mára már legendássá vált Rastelli bohócok szórakoztattak, de találkozhattak a nézők a drótkötélen egyensúlyozó Molly Saudekkel, és a Saabel család lovaival és husky kutyáival is. A lélegzetelállító előadások közé tartozott a Volkov duó légiesen könnyed produkciója, és a Flying Mendonça csoport tagjainak trapézról trapézra repülése is. Alexandra Saabel kézen-egyensúlyozó számával is fellépett.

Andrey és Nataly Shirokaloff tigrisekkel és párducokkal bemutatott vadállat produkciója után a 2 órás műsort a Troupe Fantasy akrobatikus műsora zárta.

### Műsorrend
1. rész
1. Veres Henrik – zsonglőr (Magyarország)
2. Troupe Fantasy – humoros szám
3. Saabel Family – magasiskola lovaglás (Olaszország)
4. Rastelli – bohóc passzázs
5. Molly Saudek[1] – kötéltáncos (Amerikai Egyesült Államok)
6. Duo Volkov – levegőszám
7. Saabel Family – szánhúzó kutyák (Olaszország)
8. Rastelli – bohóc passzázs
9. Flying Mendonça – trapéz

2. rész
1. Andrey és Nataly Shirokaloff – tigrisek és párducok (Oroszország)
2. Zenekari szám
3. Alexandra Saabel – handstand (Olaszország)
4. Rastelli – zenebohócok
5. Troupe Fantasy – ugródeszka
6. Finálé

Megjegyzések
↑ 1: Molly Saudek az előadássorozat ideje alatt autóbalesetet szenvedett, távollétében Dóra és Sean lépett fel.

## Cirkuszi kavalkád
A Cirkuszi kavalkád 2012. december 30-ig volt látható a Fővárosi Nagycirkuszban. Hasonlóan a nyári műsorhoz itt is pár kivétel nélkül külföldi artistaművészeket láthatott a nagyérdemű. A show magyar fellépője volt a Troupe Diamond légtornász csoport, az egykerekű számot bemutató Black Roses, valamint Zsilák Olivér, aki édesapjától a világhírű Fuditól tanulta az első zsonglőrtrükköket. A műsor egyik sztárja Simet László, kötéltáncos volt, aki a 2012-es Londoni Olimpiai Játékok záróünnepségén is fellépett, a Cirkuszi Kavalkád műsorán halálkerék számát mutatta be.

Állatszámokból sem volt hiány, fellépett a német Maike és Jörg Probst páviánjaikkal és kisállataikkal, az olasz Alíz és Stefano fókáikkal, valamit a szintén olasz szármázú Adele és Franco, akik 2013-ban is Magyarországon maradtak, ugyanis a Magyar Nemzeti Cirkuszban vendégszerepelnek ara papagájaikkal.

Találkozhattak a nézők, az orosz létra-egyensúlyozó párossal, Romannal és Gyimával, a Nagycirkusz első etióp vendégművészeivel a Addis Brothers-el.

A humorról a 8. Budapesti Nemzetközi Cirkuszfesztivál francia bohóca, Francesco gondoskodott. Noé Robert svájci légtornász produkciója után a 2 órás műsort a kenyai Athuma Zulu akrobatikus műsora zárta.

### Műsorrend
1. rész
1. Roman és Gyima – létra-egyensúlyozók (Oroszország)
2. Maike és Jörg Probst – páviánok (Németország)
3. Francesco – bohóc (Franciaország)
4. Addis Brothers – lábikária (Etiópia)
5. Troupe Diamond – gurtni (Magyarország)
6. Franco – gaucho (Olaszország)
7. Alíz és Stefano – fókák (Olaszország)
8. Francesco – bohóc (Franciaország)
9. Simet László – halálkerék (Magyarország)

2. rész
1. Maike és Jörg Probst – kisállatszám (Németország)
2. Black Roses – egykerekű (Magyarország)
3. Francesco – bohóc (Franciaország)
4. Zsilák Olivér – zsonglőr (Magyarország)
5. Adele és Franco – papagájok (Magyarország)
6. Francesco – bohóc (Franciaország)
7. Noé Robert – lengőtrapéz (Svájc)
8. Athuma Zulu – akrobatacsoport (Kenya)
9. Finálé